# Butterfly Effect
Butterfly Effect ist ein US-amerikanischer Kinofilm aus dem Jahr 2004. Der Protagonist Evan (Ashton Kutcher) hat in seiner schwierigen Kindheit mehrere Blackouts und beginnt auf Anraten seines Psychologen, ein Tagebuch zu führen. Während seines Collegestudiums entwickelt er mithilfe seiner alten Tagebücher die Fähigkeit, in seine Vergangenheit zu reisen, die er schließlich zu manipulieren beginnt, um seine Freundin Kayleigh zu retten, was unerwartete, verheerende Gegenwartsauswirkungen zeigt. Regie führten die Debütanten Eric Bress und J. Mackye Gruber.

## Handlung
Evan Treborn hat jedes Zeitgefühl verloren. Seine Kindheit und seine Jugend sind entscheidend von Ereignissen geprägt, an die er sich durch wiederholte Blackouts nicht mehr erinnern kann. Nur zusammenhanglose Erinnerungsfetzen sind ihm geblieben. Das Leben seiner früheren Kindheitsfreunde Kayleigh, Lenny und Tommy ist zerstört, aber er weiß nicht, warum. Sein Psychotherapeut hat seiner Mutter bereits zuvor geraten, dass Evan Tagebuch führen solle, was ihm später weiterhelfen könnte. Jahre sind vergangen, und er wird durch ein Date auf seine Tagebücher aufmerksam. Wie sich zeigt, sind sie der Schlüssel, mit dem er aufgrund einer besonderen Gabe die Vergangenheit zu ändern vermag.
Beim Versuch, sich mit Hilfe seines Tagebuches an vergangene Erlebnisse zu erinnern, wird Evan in eine Szene versetzt, in der seine Freundin Kayleigh und er selbst gerade von Kayleighs Vater sexuell missbraucht werden. Verstört von dieser Erinnerung, fährt er zu seinem alten Heimatort zurück, um seine Kayleigh zu besuchen. Er findet sie als Kellnerin in einer Bar und befragt sie zu den Erlebnissen ihrer Kindheit. Konfrontiert mit traumatischen Erinnerungen, die sie lieber vergessen wollte, bekommt sie einen Tobsuchtsanfall und läuft weg. Evan erfährt kurze Zeit später, dass sie sich selbst getötet hat. Er versucht nun, sich mit Hilfe seiner Tagebücher gezielt in die ausschlaggebende Situation zurückzuversetzen und diese diesmal zu verändern – was ihm auch gelingt, indem er in seinem Kinderkörper und mit dem Wissen aus der Gegenwart Kayleighs Vater mit den Folgen seiner Handlung konfrontiert, so dass dieser schockiert von den beiden Kindern ablässt.
Nach dieser Szene wacht er wieder auf. Kayleigh lebt und liegt neben ihm im Bett – beide sind ein glückliches Paar und studieren an einer Universität, weil der sexuelle Missbrauch durch Kayleighs Vater nie stattgefunden hat. Doch kurze Zeit später stellt sich heraus, dass Kayleighs Bruder Tommy gerade aus dem Gefängnis entlassen worden ist und nun nach Evan sucht, um ihm Gewalt anzutun. Evan hatte zwar erfolgreich verhindern können, dass Kayleighs Vater sie missbrauchte, was aber jedoch dazu geführt hatte, dass dieser stattdessen ihren Bruder Tommy missbrauchte, welcher in Folge des Missbrauchs zu einem gewalttätigen Sadisten geworden ist. In einem Park treffen sie aufeinander, wo Evan Tommy in Folge einer Auseinandersetzung im Affekt erschlägt und dafür zu einer Gefängnisstrafe verurteilt wird. Während seiner Haft ist er gewalttätigem Mobbing durch seine Mithäftlinge ausgesetzt und entkommt schließlich unter Mithilfe eines ihm freundlich gesinnten Mitinsassen durch eine Zeitreise mithilfe seiner Tagebücher.
Evans wiederholte Versuche, die negativen Auswirkungen der von ihm durch vorangegangene Zeitreisen vorgenommenen Änderungen des Zeitablaufs zu korrigieren, indem er zu Schlüsselmomenten zurückkehrt, um den entsprechenden Geschehensablauf zu verändern, führen nie zum erhofften Ergebnis: Mal wird Kayleigh zu einer drogenabhängigen Prostituierten, mal verliert Evan beide Arme, oder mehrere seiner Freunde sterben oder werden geisteskrank. Schließlich gelangt Evan zu der Erkenntnis, dass er seine geliebte Kayleigh und sich selbst nur retten könne, indem er verhindert, dass sie sich überhaupt mit ihm anfreundet. Er versetzt sich ein letztes Mal zurück: Keine sieben Jahre alt, flüstert er ihr bei ihrer ersten Begegnung auf einer Geburtstagsfeier Boshaftigkeiten zu, weshalb, die beiden keine Freundschaft schließen und ihre Leben unabhängig voneinander führen. Evans Entscheidung führt dazu, dass alle in der Folgezeit ein glückliches und erfolgreiches Leben führen.
In der veränderten Gegenwart treffen sich Evan und Kayleigh acht Jahre nach Vollendung der letzten Vergangenheitsänderung zufällig auf der Straße in New York City, wobei Evan Kayleigh allerdings nicht anspricht, sondern einfach weitergeht.

### Ursprüngliche Fassung: Director’s Cut
Der Director’s Cut ist die ursprünglich von den beiden Regisseuren intendierte Fassung. Neben einigen zusätzlichen Szenen, die die Handlung ausführen und vertiefen, hat diese Fassung ein anderes Ende: Evan geht mit seiner Mutter zu einer Wahrsagerin, von der er erfährt, dass sein eigenes Leben ein einziger Fehler sei, er keine Seele habe und es ihn nie hätte geben dürfen, da seine Hand keine Lebenslinie aufweise. Danach erzählt ihm seine Mutter, dass sie vor ihm bereits zwei Fehlgeburten gehabt habe (die Bedeutung seines Familiennamens, Treborn, weist auf three-born, „Drittgeborener“, hin). Am Ende des Films wird Evan daher klar, dass die Wahrsagerin Recht hatte und er selbst der Grund für das Leid ist, das in veränderter Form immer wieder auftritt, ganz gleich, wie er das Geschehen zu verändern versucht. Deshalb bittet er in der Nervenklinik seine Mutter um den Film von seiner eigenen Geburt, mittels dessen er in die Zeit zurückreist, in welcher er sich im Mutterleib befindet, und sich vor seiner Geburt mit der eigenen Nabelschnur selbst erdrosselt. Am Ende des Director’s Cut ist zu sehen, dass sich Evans Mutter nach der dritten Fehlgeburt von ihrem damaligen Ehemann und Evans Vater scheiden lässt und einen neuen Mann kennenlernt, glückliche und gesunde Kinder zur Welt bringt und großzieht, die offenbar nicht von dem Fluch betroffen sind, den Evans Vater an seine drei Kinder weitergegeben hatte. Auch die anderen Figuren bleiben von ihren Schicksalsschlägen verschont, der Film endet im Director’s Cut schließlich mit Kayleighs Hochzeit.
Die Regisseure haben in einem Kommentar zum Film angegeben, dass sie dieses Ende, welches in Deutschland auch in einigen Previews zu sehen war, für das bessere Ende halten. Die Vertriebsfirma New Line Cinema bestand für die Kinoversion jedoch auf einem weniger schockierenden Ende.

### Alternative Enden
Auf der Special-DVD sind mehrere alternative Enden zu sehen:
- Evan folgt Kayleigh, als er sie acht Jahre später auf der Straße trifft. Es wird nicht klar, ob er sie anspricht oder nicht.
- Evan sieht Kayleigh, jedoch gehen beide ihre Wege weiter.
- Evan und Kayleigh verabreden sich zu einem Kaffee.
- Evan sieht sich nicht den Film von seiner Geburtstagsfeier an, sondern den seiner eigenen Geburt. Im Bauch seiner Mutter erdrosselt er sich mit seiner Nabelschnur (Director’s Cut).

## Kritiken
„Spannungsarmer Mystery-Thriller, der besonders durch die dramaturgischen Schlupflöcher aus ausweglosen Situationen und das absehbare gute Ende [der Kinofassung] einen unbefriedigenden Eindruck hinterlässt.“

„Das Thema Zeitreisen und Parallel-Universen in einem straighten Psycho-Thriller verpackt? Das ruft zwangsläufig die gestrengen Wächter der Logik auf den Plan. Genau damit hat auch Eric Bress’ und J. Mackye Grubers „Butterfly Effect“ hart zu kämpfen. Spannend und packend inszeniert bietet der Film über die gesamte Spielzeit einiges an trashigem Spaß, aber die Fallstricke des Plausiblen machen dem Vergnügen am Ende einen Strich durch die Rechnung, so dass aus dem Low-Budget-Thriller lediglich ein Film wurde, der zwar einen hohen Unterhaltungswert bietet, aber mit Mängeln behaftet ist.“

## Hintergrund

### Der Schmetterlingseffekt
Der Titel des Films bezieht sich auf den populärwissenschaftlichen Begriff des Schmetterlingseffekts. Dieser Begriff aus der Chaostheorie steht für die Überlegung, dass selbst kleinste Einflüsse ungeahnte und unberechenbare Folgen haben können; dass z. B. der Flügelschlag eines Schmetterlings als Ursache für einen Wirbelsturm auf der anderen Seite der Erde in Frage kommt. Die Handlung des Films zeigt allerdings eigentlich nur einen Domino-Effekt und nicht den Schmetterlingseffekt, da theoretisch kleinste Eingriffe in die Vergangenheit die Gegenwart vollkommen verändern könnten. Der Film beschränkt sich aber auf das enge Umfeld des Protagonisten – Freunde und Eltern – und damit auf leicht nachvollziehbare Veränderungen. Die Theorie vom Schmetterlingseffekt wird vom Film eher als Metapher für die moralische Ansicht genutzt, dass man nicht Gott spielen dürfe, indem man versuche, komplexe Gebilde zu beeinflussen, da man die Welt nie zur Zufriedenheit aller umgestalten könne und letztendlich nie genau wisse, was man tut.

### Das Zeitreisekonzept
Der Film behandelt das Konzept der Zeitreise. Ähnlich wie im Film The Jacket (2005) reist der Protagonist nicht mittels der technischen Apparatur einer Zeitmaschine, sondern allein durch mentale bzw. seelische Vorgänge durch die Zeit. Er springt zurück in Erinnerungslücken, die ihm in seiner Jugend widerfuhren, wodurch diese zu Momenten der übernatürlichen Seelenwanderung bzw. mentalen Zeitreise werden, bei der das Ich vorübergehend stillgelegt wird, solange die Zeitreise andauert.
Die Erzählstruktur mit ihren schnellen und verwirrenden Sprüngen in der Handlung bzw. mit verschiedener Handlungsebenen oder Realitäten zeigt Ähnlichkeiten mit den Filmen Memento (2000) oder eXistenZ (1999).

## Auszeichnungen
- Brussels International Fantastic Film Festival 2004: Pegasus für Eric Bress und J. Mackye Gruber
- Teen Choice Awards 2004: Nominierung in der Kategorie Choice Movie – Thriller
- Saturn Award 2005: Nominierung in der Kategorie Bester Science-Fiction-Film
- Die Deutsche Film- und Medienbewertung FBW in Wiesbaden verlieh dem Film das Prädikat besonders wertvoll.

## Sonstiges
- Es gibt Anspielungen auf David Finchers Film Sieben. In der Kinoszene ist ein Ausschnitt dieses Films zu sehen. Evan Treborns Tagebücher sind denen von John Doe nachempfunden.
- Der Name der Hauptfigur Evan Treborn sollte ursprünglich Chris Treborn lauten ((Christ reborn) wörtl. Christus [ist] wiedergeboren). Die Autoren änderten dies jedoch noch vor Beginn der Dreharbeiten.
- Des Weiteren ist der Nachname Treborn eine Anspielung darauf, dass Evan dreimal (three = drei) geboren wurde. (Mrs. Treborn hatte, bevor sie Evan bekam, zwei Fehlgeburten.) Die Szene, in der Mrs. Treborn davon erzählt, wurde aber aus dem Film herausgenommen und ist nur auf der Director’s-Cut-DVD des Films zu sehen.
- Das Lied, welches im Trailer als Hintergrundmusik läuft, ist It’s been a while von der Band Staind.
- Der Film endet mit dem Song Stop Crying Your Heart Out von Oasis.
- Der Film wurde in Deutschland erstmals am 14. August 2004 im Rahmen des Fantasy Filmfests gezeigt.
- Die Premiere frei empfangbaren Fernsehen fand am 11. Juli 2007 im Schweizer Programm SF zwei statt. Im österreichischen Fernsehen lief der Film zum ersten Mal am 1. Mai 2008 auf ORF sowie auf dem deutschen Kanal RTL.
- Butterfly Effect spielte in den ersten Monaten nach Start in den US-amerikanischen Kinos mehr als 57 Mio. US-Dollar ein, was ungefähr dem fünffachen der Produktionskosten entspricht.[5]
- In der Szene, in der sich Evan Treborn heimlich in die psychiatrische Einzelzelle von Lenny Kagan schleicht, findet er dort seinen Freund an Händen und Füßen an ein Krankenbett festgeschnallt. In der Medizin nennt sich ein solches Verfahren Zwangsfixierung.
- In der Szene, in der der Freundeskreis das Kino betritt, sieht man über dem Haupteingang eine weiße Reklametafel, die für die beiden Kinofilme Sieben und Dumm und Dümmer wirbt.
- Als Evan mit seinen Freunden im Keller der Familie Miller sitzt, dort mit ihnen raucht und ein Bild seiner Freundin Kayleigh zeichnet, blättert der übergewichtige Junge Lenny in einer Ausgabe des Erotikmagazins Hustler. Darüber hinaus liest später in der Handlung in der Justizvollzugsanstalt einer der gewalttätigen Häftlinge ein Hustler-Heft. Zurück geht dieses Männermagazin auf den Herausgeber Larry Flynt, dessen Leben 1996 unter dem Titel Larry Flynt – Die nackte Wahrheit verfilmt wurde.

## Fortführung als Filmreihe
Aufgrund des beachtlichen Erfolgs folgte 2006 ein Film mit dem Titel Butterfly Effect 2, der in den Vereinigten Staaten am 10. Oktober 2006 und in Deutschland am 8. Dezember 2006 als Direct-to-DVD-Produktion erschien. Butterfly Effect 2 spielt mit dem Titel auf den sehr erfolgreichen Film Butterfly Effect an und suggeriert eine Fortsetzung, steht inhaltlich und hinsichtlich der Besetzung aber in keiner Verbindung zu dem vorhergegangenen Film. Ein dritter Teil erschien 2009 unter dem Titel Butterfly Effect 3 – Die Offenbarung im Januar in den Vereinigten Staaten und im November in Deutschland gleichfalls direkt auf DVD. Dieser Teil ist ebenso unabhängig von den anderen.

## Komplette Besetzung
| Schauspieler/in      | Rolle                  |
| -------------------- | ---------------------- |
| Logan Lerman         | Evan Treborn mit 7     |
| John Patrick Amedori | Evan Treborn mit 13    |
| Ashton Kutcher       | Evan Treborn           |
| Melora Walters       | Andrea Treborn         |
| Callum Keith Rennie  | Jason Treborn          |
| Cameron Bright       | Tommy Miller mit 7     |
| Jesse James          | Tommy Miller mit 13    |
| William Lee Scott    | Tommy Miller           |
| Sarah Widdows        | Kayleigh Miller mit 7  |
| Irene Gorovaia       | Kayleigh Miller mit 13 |
| Amy Smart            | Kayleigh Miller        |
| Eric Stoltz          | George Miller          |
| Elden Henson         | Lenny Kagan            |
| Jake Kaese           | Lenny Kagan mit 7      |
| Kevin Schmidt        | Lenny Kagan mit 13     |
| Nathaniel DeVeaux    | Dr. Redfield           |
| Lorena Gale          | Mrs. Boswell           |
| Ethan Suplee         | Thumper                |

## Synchronisation
Der Film wurde von der Firma R.C. Production Rasema Cibic, Berlin synchronisiert. Das Dialogbuch stammt von Klaus Bickert, die Dialogregie führte Tobias Meister.
| Figur           | Schauspieler      | Synchronsprecher   |
| --------------- | ----------------- | ------------------ |
| Evan Treborn    | Ashton Kutcher    | Marcel Collé       |
| Andrea Treborn  | Melora Walters    | Marina Krogull     |
| Kayleigh Miller | Amy Smart         | Anna Carlsson      |
| Lenny Kagan     | Elden Henson      | Dennis Schmidt-Foß |
| Tommy Miller    | William Lee Scott | Björn Schalla      |
| George Miller   | Eric Stoltz       | Andreas Fröhlich   |
| Carlos          | Kevin Durand      | Tobias Kluckert    |
| Cricket         | Camille Sullivan  | Peggy Sander       |
| Dr. Redfield    | Nathaniel DeVeaux | Roland Hemmo       |